# Инаугурация Уоррена Гардинга
Инаугурация Уоррена Гардинга в качестве 29-го Президента США состоялась 4 марта 1921 года. Одновременно к присяге был приведён Калвин Кулидж как 29-й вице-президент США. Президентскую присягу проводил Председатель Верховного суда США Эдвард Дуглас Уайт, а присягу вице-президента принимал уходящий вице-президент Томас Маршалл.
В ходе принятия присяги Гардинг положил руку на инаугурационную Библию Джорджа Вашингтона. Калвин Кулидж был приведён к присяге в качестве вице-президента в зале Сената и на восточном портике Капитолия, соответственно, что, по его мнению, «разрушило всякое подобие единства и преемственности».
Данная инаугурация была первой, когда автомобиль использовался для перевозки избранного и уходящего президентов в Капитолий и обратно. При этом уходящий президент Вудро Вильсон, всё ещё не оправившийся от инсульта в 1919 году, не присутствовал на самой церемонии.
Гардинг скончался через 2 года после начала своего президентского срока, и Кулидж стал преемником президента.

## Галерея

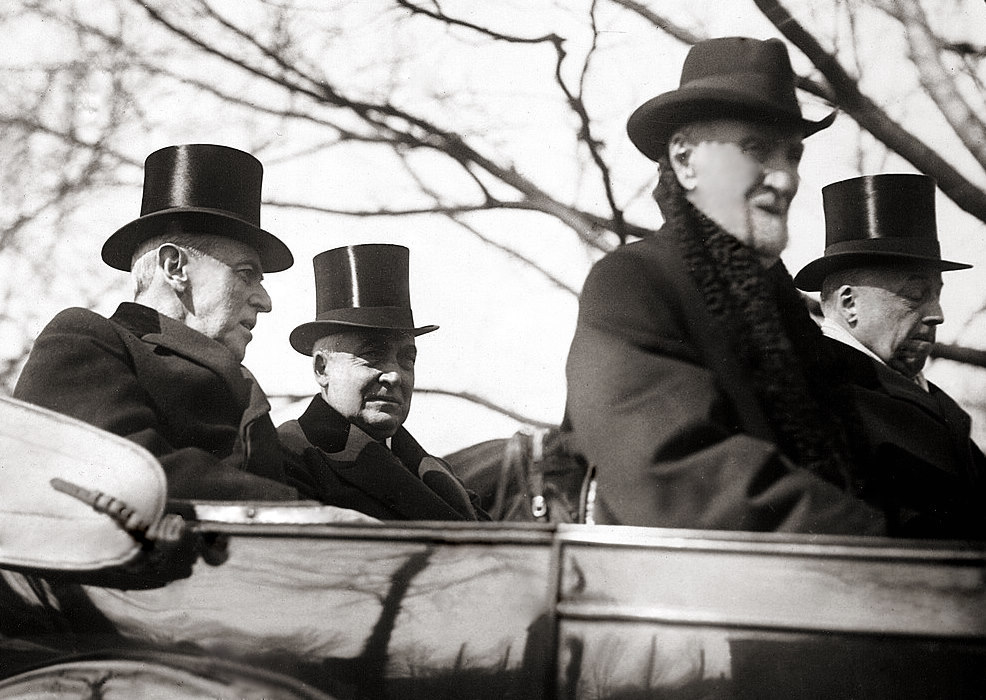
Президенты Вильсон и Гардинг направляются в Капитолий
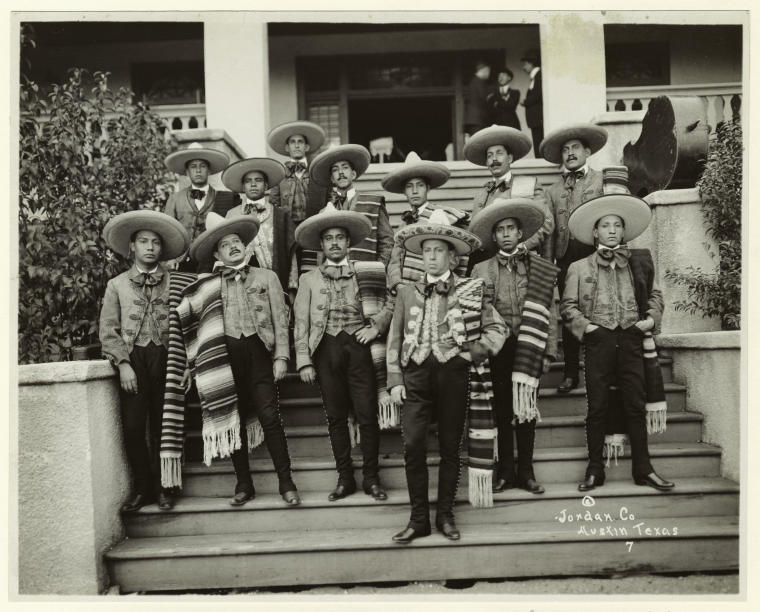
Мексиканский оркестр на инаугурации